# Steckenborn

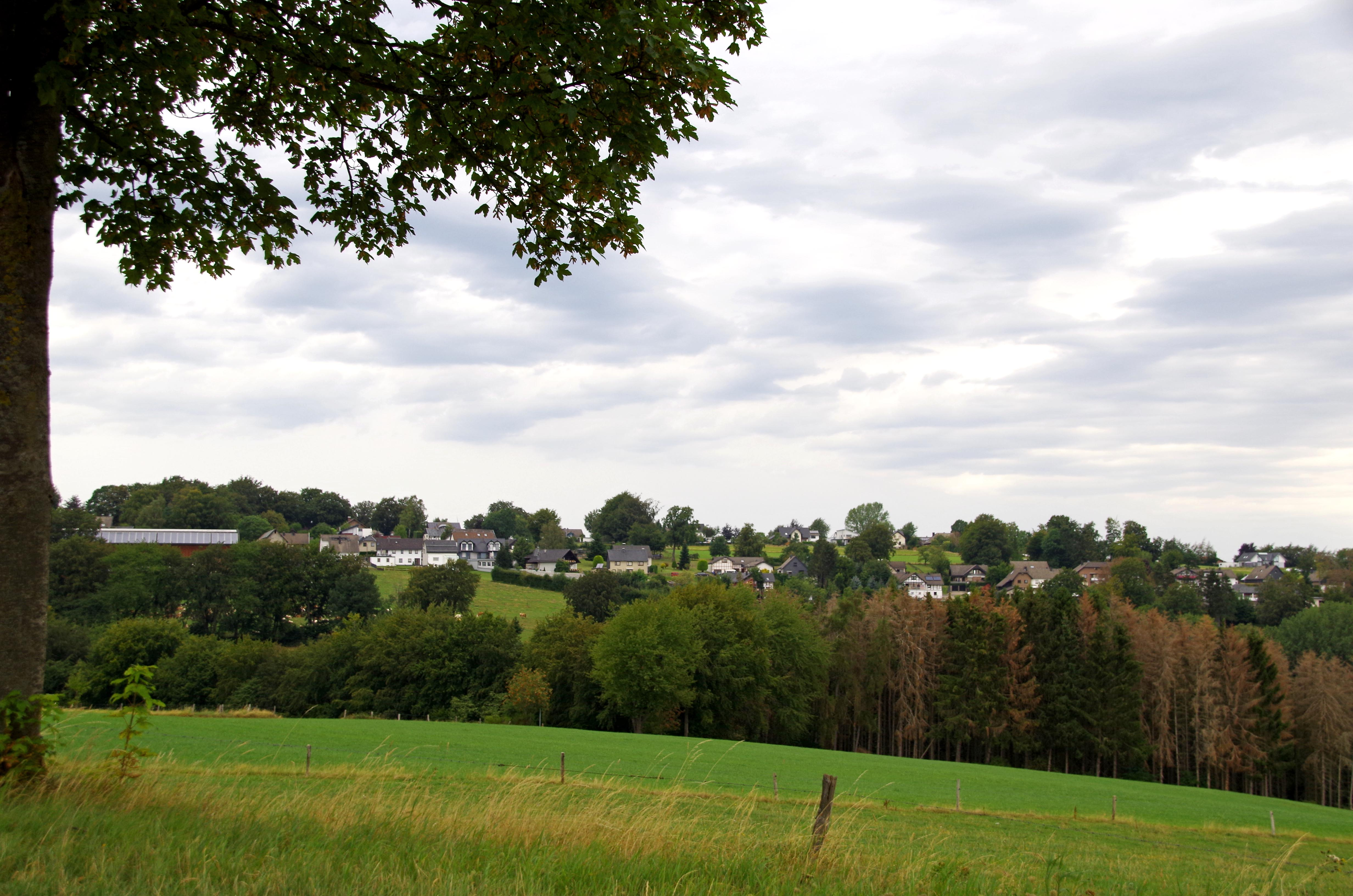
Steckenborn von Südosten

Steckenborn ist ein Ortsteil der nordrhein-westfälischen Gemeinde Simmerath in der Städteregion Aachen im Regierungsbezirk Köln. Mit seinen rund 1.300 Einwohnern ist es die viertgrößte Ortschaft in der Gemeinde Simmerath.

## Geographie
Oberhalb des Rursees inmitten der Nordeifel liegt der Ort Steckenborn.

## Geschichte
Der Ort wurde 1505 erstmals urkundlich erwähnt.
Der erste „Steckebürer“ war ein „Johan an dem Steckelboirn“, der seinen Lebensunterhalt mit der Aufzucht und Mast von Schweinen verdiente. Er lebte mit seiner Familie in der Nähe einer Quelle („Born“), des Ursprunges von Steckenborn, an der heutigen Bornstraße. Vieles hat sich in diesen 500 Jahren getan. Die Landwirtschaft, vormals Haupterwerb der Einwohner, beschränkt sich mittlerweile auf drei bäuerliche Großbetriebe. Daneben gibt es einige Handwerksbetriebe aus verschiedenen Sparten. 
Zu Steckenborn gehört der Ortsteil Hechelscheid. Dieser wurde am 1. April 1957 nach vorherigem Gemeinderatsbeschluss und einer Abstimmung der Hechelscheider Bevölkerung durch ein Landesgesetz der Gemeinde Steckenborn angegliedert. Vor 1957 gehörte Hechelscheid zur Gemeinde Rurberg.
Bis Ende 1971 gehörte Steckenborn als eigenständige Gemeinde zum ebenfalls aufgelösten Kreis Monschau (siehe Aachen-Gesetz). Am 1. Januar 1972 wurde Steckenborn nach Simmerath eingemeindet.
Seit 1720 existiert die Pfarrgemeinde St. Appollonia.

## Verkehr
Der Ort ist über die AVV-Buslinien 68 und 88 der ASEAG an Simmerath sowie den Rursee und den Nationalpark Eifel angebunden. Früher gab es mit der Linie 68 eine direkte Busverbindung nach Aachen.
| Linie | Verlauf |
| ----- | --- |
| 68    | (Lammersdorf – Witzerath – Rollesbroich –) Simmerath – (Kesternich –) Strauch – Steckenborn – Woffelsbach – Rurberg (– Einruhr) |
| 88    | Schmidt – Steckenborn – Strauch – Kesternich – Simmerath Eifelklinik – Simmerath Bushof                                         |

## Regelmäßige Veranstaltungen
Seit 1750 findet alljährlich eine viertägige Fußwallfahrt der St. Apollonia Gemeinde nach Barweiler in der Nähe des Nürburgrings statt.

## Baudenkmäler

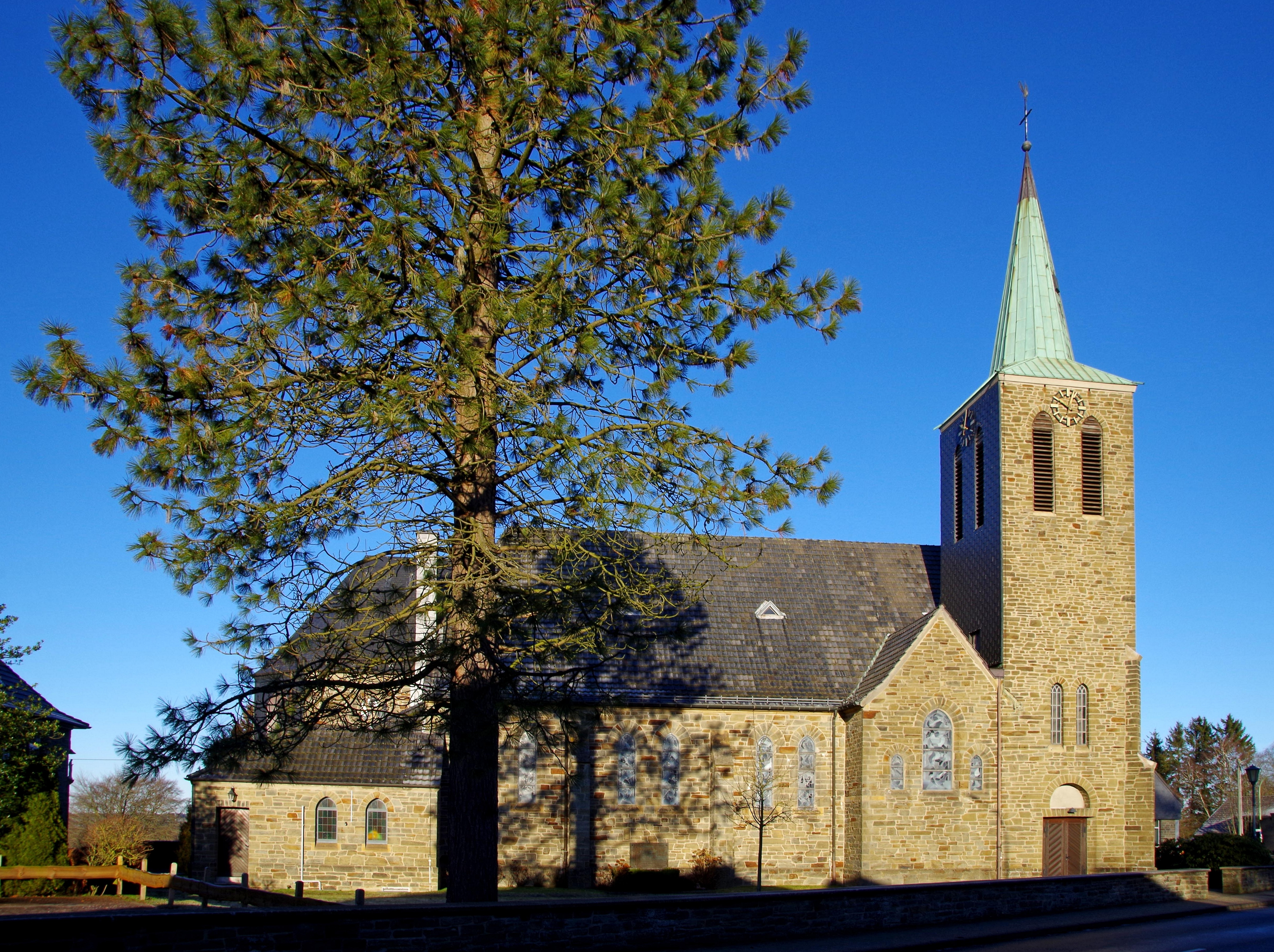
St. Apollonia, Nordwestseite

- St. Apollonia, NordwestseiteKath. Pfarrkirche St. Apollonia

## Persönlichkeiten
- Berta Kals (1923–2016), deutsche Künstlerin
- Carolin Genreith (* 1984), deutsche Regisseurin und Autorin von Dokumentarfilmen